# Хофманн, Маттеус
Маттеус Хофманн (нем. Matthäus Hofmann; род. 28 июня 1994) — немецкий тяжелоатлет, бронзовый призёр чемпионата Европы 2024 года.

## Карьера
На международной спортивной арене выступает с 2010 года. В 2016 году впервые в карьере выступил на взрослом чемпионате Европы, где в категории до 105 кг занял итоговое 21-е место.
В 2018 году на чемпионате Европы в Бухаресте в категории до 105 кг с суммой 364 кг стал пятым. В этом же году впервые в карьере принял участие в чемпионате мира, где стал 25-м.
В 2023 году на чемпионате Европы, который проходил в Армении, в категории до 102 кг с результатом 172 килограмма в рывке стал обладателем малой бронзовой медали. По сумме двух упражнений стал пятым (373 кг).
В феврале 2024 года на чемпионате Европы в Софии завоевал бронзовую медаль по сумме двух упражнений с результатом 378 кг. В отдельных упражнениях также стал обладателем бронзовых медалей.

## Достижения
Чемпионат Европы
| Результат | Вес       | Год  | Место соревнований | Рывок | Толчок | Общий вес |
| Бронза    | до 109 кг | 2024 | София, Болгария    | 172,0 | 206,0  | 378,0     |